# So Solid Crew
So Solid Crew (SSC) es un colectivo de música electrónica y urban formado en Gran Bretaña. Se hicieron muy populares a principios de la década de 2000 en la escena garage gracias a éxitos como "Oh No (Sentimental Things)", "21 Seconds" y "They Don't Know".

## Carrera
Antes de hacerse populares, SSC eran habituales del circuito de radios piratas de Londres, especialmente en emisoras como Supreme FM y Delight FM. En esta última ocupaban buena parte de la programación del fin de semana, con un programa llamado "So Solid Sundays" que incluía actuaciones de diferentes miembros del colectivo desde la hora de comer hasta la noche todos los domingos. La música que sonaba solía ser 2 step y con los MCs rapeando sobre la música.
El primer disco del grupo, They Don't Know, fue publicado en octubre de 2001. A continuación salió el disco de remixes Fuck It en diciembre del mismo año. El grupo había publicado también algunas de sus canciones en la serie de UK Garage Pure Garage. En 2002 el canal de televisión Channel 4 realizó un documental sobre el grupo, This Is So Solid, al que siguió su publicación en DVD.
Oxide & Neutrino ya habían publicado antes de unirse al grupo. Entre su material destaca el álbum Execute y los sencillos "Only Wanna Know U Cos Ure Famous / Dem Girlz", "Up Middle Finger" y "Bound 4 Da Reload (Casualty)". Otros miembros con una actividad paralela son Michael Harvey, MC Romeo y Lisa Maffia, que actuaban en el reality show de famosos The Games.
Un miembro de la banda, Carl Morgan, fue sentenciado a condena de por vida por asesinato en octubre de 2005.

### Miembros principales
- A.M. SNiPER[2]
- AC Burrell[3]
- Akira[3]
- Asher D
- Carl Morgan[4]
- Dan Da Man[5]
- DJ Mex[6]
- DJ PDS[7]
- DJ Swiss
- Face[8]
- G-Man[9]
- JD[3]
- Kaish[9]
- Kowdeen[3]
- Lisa Maffia[10]
- MC Harvey[11]
- MC Mac[7]
- Megaman
- Money[3]
- Mr. Shabz[3]
- Oxide & Neutrino
- PDs[3]
- Radical[12]
- Romeo
- Skat D[3]
- Stampede[12]
- Statix[3]
- Squami[3]
- Synth[3]
- Thug Angel[3]
- Tiger S[3]
- Timeless[3]
- The Twins[8]
- Trigga[3]
- TW7[3]

## Discografía

### Estudio
| Año  | Título          | Lista |
| Año  | Título          | R.U.  |
| ---- | --------------- | ----- |
| 2001 | They Don't Know | 6     |
| 2003 | 2nd Verse       | 70    |

### Recopilatorio, Mixtape, Remix
- 2000 MC Harvey And DJ Swiss of So Solid Crew Present UK Garage Mafia
- 2001 Fuck It
- 2006 The Time Is Now
- 2006 Roll Deep Presents Grimey Vol. 1

### Sencillos
| Año  | Título                               | Lista | Certificaciones | Álbum              |
| Año  | Título                               | R.U.  | Certificaciones | Álbum              |
| ---- | ------------------------------------ | ----- | --------------- | ------------------ |
| 2000 | «Oh No (Sentimental Things)/Dilemma» | —     |                 | They Don't Know    |
| 2001 | «21 Seconds»                         | 1     | - R.U.: Oro     | They Don't Know    |
| 2001 | «They Don't Know»                    | 3     |                 | They Don't Know    |
| 2001 | «Haters»                             | 8     |                 | They Don't Know    |
| 2002 | «Ride Wid Us»                        | 19    |                 | They Don't Know    |
| 2003 | «Broken Silence»                     | 9     |                 | 2nd Verse          |
| 2004 | «So Grimey»                          | 62    |                 | 2nd Verse          |
| 2010 | «Since You Went Away»                | 82    |                 | Sencillo sin álbum |